# Vendée Globe
Vendée Globe (Ванде́-Глоб) — кругосветная регата яхт-одиночек, которая проводится без остановок (нон-стоп) и без посторонней помощи. В силу исключительно сложных условий южных широт, где проходит соревнование, её называют «Эверестом парусного спорта».
Регата проводится один раз в четыре года, с ноября по февраль. Отправная и конечная точка маршрута — порт Ле-Сабль-д’Олон во французском департаменте Вандея. Маршрут регаты в целом повторяет маршрут шерстяных клиперов XIX века. Первое соревнование организовал в 1989 году французский яхтсмен Филипп Жанто, которому показались слишком мягкими условия кругосветной регаты одиночек Around Alone. Ныне организаторами выступают власти департамента. К участию в регате допускаются только яхты-одиночки класса Open 60 (длина 18 метров).
Принять участие в регате исключительно престижно. Чтобы получить место в стартовом составе, необходимо доказать отличное состояние здоровья и значительный опыт в парусных гонках:

Кругосветная безостановочная регата представляет собой значительный риск, и для его уменьшения оргкомитет ввел серьёзные ограничения по допуску: яхтсмен должен либо успешно пройти предыдущую гонку Ванде Глоб, либо другую транс-океанскую одиночную гонку, на этой же яхте, либо пройти квалификационный переход через океан длиной не менее 2,5 тысяч миль, со средней скоростью не менее 7 узлов. Также перед регатой все участники проходят в обязательном порядке курсы по выживанию в море и медицинскую подготовку.
Несмотря на это, значительная часть участников снимается с соревнования в первые же дни после начала. Среди таковых был и единственный в истории гонки россиянин — Фёдор Конюхов (в 2000 году). Гонка проходит без посторонней помощи в пустынных южных широтах, где отсутствует возможность оперативно спасти участника, терпящего бедствие. Спать яхтсменам приходится урывками, по 20—30 минут кряду. Во время гонки 1996—1997 годов один из участников пропал без вести. Перипетиям регаты посвящён художественный фильм «Одиночка» (2013).
В 2016—2017 годах  яхстмен Армель Ле Клеаш из Франции преодолел маршрут за рекордное время —  74 дня 3 часа 35 минут и 46 секунд. Он прошёл дистанцию на 3 дня 22 часа и 41 минуту быстрее, чем предыдущий рекордсмен – Франсуа Габар, чье плавание состоялось в 2012—2013 годах. Регата 2016—2017 годов стала первой за 20 лет, в которой не приняла участие ни одна женщина.

## Персоналии
Победители
- 1989—1990 — Титуан Ламазу
- 1992—1993[англ.] — Алан Готье
- 1996—1997[англ.] — Кристоф Огуин
- 2000—2001 — Мишель Дежуайо
- 2004—2005 — Винсент Риу[7]
- 2008—2009 — Мишель Дежуайо
- 2012—2013 — Франсуа Габар[8]
- 2016—2017[англ.] — Армель Ле Клеаш[фр.][9]
- 2020—2021 — Янник Беставен[англ.]

Другие известные участники
- Фёдор Конюхов, 2000—2001, сошёл
- Эллен Макартур, 2000—2001, второе место
- Катрин Шабо, 1996—1997, 6-е место (первая женщина, завершившая регату)
- Алекс Томсон[англ.] — британский яхтсмен, амбассадор бренда Hugo Boss
- Нандор Фа — венгерский яхтсмен, финишировал 5-м в сезоне 1992—1993 и 8-м в сезоне 2016—2017, в сезоне 1996—1997 из-за столкновения и последовавших технических проблем снялся с регаты